# Joppa mesopyrrha
Joppa mesopyrrha là một loài tò vò trong họ Ichneumonidae.